# Fritz Maurischat
Artur Georg Fritz Maurischat (né le 27 avril 1893 à Berlin, mort le 11 décembre 1986 à Wiesbaden) est un chef décorateur allemand.

## Biographie
Fritz Maurischat devient peintre de scène de 1907 à 1910 dans l'atelier Nikolai, Janowitz & Co. De 1910 à 1914, il travaille pour des théâtres de Dresde. Il participe à la Première Guerre mondiale.
Après la guerre, il travaille sur les installations du magasin Hermann Tietz. En 1922, il travaille pour le cinéma où il exécute des décors de grand format. En 1926, il devient chef décorateur en collaboration avec d'autres chefs. Il crée également les décors pour le théâtre de variétés Die Gondel à Berlin.
Il travaille avec différents réalisateurs comme Frank Wysbar, Luis Trenker, Detlef Sierck et Herbert Selpin. Dans le film de propagande anti-britannique Titanic, Fritz Maurischat met au point la scène du naufrage du navire.
Après la Seconde Guerre mondiale, il s'occupe un temps de récupérer des matériaux de construction. Il revient au cinéma en 1948. Il est aussi décorateur pour le Theater in der Josefstadt à Vienne et le Renaissance-Theater à Berlin.

## Filmographie
| - 1924 : Die Liebesbriefe der Baronin von S... - 1927 : Svengali - 1928 : Geschlecht in Fesseln - 1928 : Die Republik der Backfische - 1929 : Die Mitternachts-Taxe - 1929 : Durchs Brandenburger Tor - 1929 : Le Navire des hommes perdus - 1929 : Ludwig der Zweite, König von Bayern - 1930 : Vagabund - 1931 : Salto mortale - 1931 : Jeunes filles en uniforme - 1931 : Die Nacht ohne Pause - 1932 : Im Bann des Eulenspiegels - 1932 : Der Rebell - 1933 : SOS Eisberg - 1933 : Nordpol – ahoi! - 1933 : Anna und Elisabeth - 1933 : Kleines Mädel – großes Glück - 1933 : Der Page vom Dalmasse-Hotel - 1933 : Die Stimme der Liebe - 1934 : Le Fils prodigue - 1934 : Lockvogel - 1935 : Les Deux Rois - 1935 : Nacht der Verwandlung - 1935 : Vergiß mein nicht - 1935 : L'Amour musicien - 1936 : Martha - 1936 : Familienparade - 1936 : L'Étudiant pauvre - 1936 : Das Hofkonzert - 1936 : Trois cœurs de jeunes filles - 1937 : Ball im Metropol - 1937 : La Chanson du souvenir - 1937 : Die Austernlili - 1937 : Paramatta, bagne de femmes - 1938 : Les Gens du voyage - 1938 : Schwarzfahrt ins Glück - 1938 : Liebesbriefe aus dem Engadin - 1938 : Sergent Berry - 1939 : Ich verweigere die Aussage - 1939 : Salonwagen E 417 - 1939 : Le Voyage à Tilsit (en) - 1939 : Wir tanzen um die Welt | - 1940 : La Fugue de Mr Patterson - 1940 : Trenck, der Pandur - 1941 : Carl Peters - 1941 : Ich klage an - 1942 : Geheimakte W.B.1 - 1943 : Titanic - 1944 : La parole est à la défense - 1944 : Die Degenhardts - 1944 : Solistin Anna Alt - 1945 : Das Mädchen Juanita - 1945 : Dr. phil. Döderlein - 1949 : Verführte Hände - 1949 : La Chair - 1949 : Die seltsame Geschichte des Brandner Kaspar - 1950 : Wenn eine Frau liebt - 1950 : Die Treppe - 1950 : Hochzeitsnacht im Paradies - 1950 : Gangsterpremiere - 1951 : Die Frauen des Herrn S. - 1951 : Heidelberger Romanze - 1952 : La Dernière ordonnance - 1952 : Le Diable fait le troisième - 1953 : Käpt’n Bay-Bay - 1953 : Martin Luther - 1953 : Einmal kehr ich wieder... - 1953 : Jonny rettet Nebrador - 1954 : Der Mann meines Lebens - 1954 : Rosen aus dem Süden - 1954 : Rittmeister Wronski - 1955 : Ein Mann vergißt die Liebe - 1955 : Rosenmontag - 1956 : Waldwinter - 1956 : Ohne Dich wird es Nacht - 1956 : Anastasia, la dernière fille du tsar - 1957 : Die letzte Station (TV) - 1958 : Stefanie - 1959 : La Fille de Capri - 1959 : Die ideale Frau - 1960 : Contre-espionnage - 1960 : Liebling der Götter - 1960 : La Peau d'un espion - 1961 : Wie einst im Mai (TV) - 1962 : Unsere Jenny (TV) - 1962 : Das Vergnügen, anständig zu sein (TV) |

## Source de la traduction
- (de) Cet article est partiellement ou en totalité issu de l’article de Wikipédia en allemand intitulé « Fritz Maurischat » (voir la liste des auteurs).